# Ricette a colori
Ricette a colori è stato un programma televisivo realizzato da Rai Gulp e prodotto da Rai Expo, articolato in 50 brevi puntate di durata variabile da 4 a 8 minuti a seconda della ricetta.
Il programma, che è andato in onda su Rai Gulp il sabato e la domenica a partire dal 2 maggio fino al 18 ottobre 2015, si è proposto di fornire consigli per un'alimentazione sana e rispettosa dell'ambiente. Il programma è stato condotto da Carolina Rey e lo chef Alessandro Circiello con la "partecipazione" delle Winx, sebbene facciano brevi apparizioni. Ognuna delle sei fate è stata legata ad un gruppo alimentare diverso in base al proprio colore: Bloom - legumi, Stella - pasta e riso, Flora - frutta e verdure, Tecna - latticini, Musa - carni e uova, Aisha - pesce e acqua. Quasi tutti gli episodi sono disponibili in streaming sul sito della Rai.

## Episodi
I titoli sono stati scritti come appaiono negli episodi.
| Nº | Titolo italiano                                      | Ospite | Prima TV Italia   |
| -- | ---------------------------------------------------- | ------ | ----------------- |
| 1  | Biscotti alle mandorle                               | Flora  | 2 maggio 2015     |
| 2  | Sbrisolona                                           | Tecna  | 3 maggio 2015     |
| 3  | Torta a testa in giù                                 | Stella | 9 maggio 2015     |
| 4  | Crepes di spinaci                                    | Flora  | 10 maggio 2015    |
| 5  | Bruco di pan brioche                                 | Bloom  | 16 maggio 2015    |
| 6  | Palline di carne                                     | Stella | 17 maggio 2015    |
| 7  | Bavarese alle fragole                                | Flora  | 23 maggio 2015    |
| 8  | Gelato biscottato                                    | Bloom  | 24 maggio 2015    |
| 9  | Sushi Hosomaki                                       | Aisha  | 30 maggio 2015    |
| 10 | Muffin di zucchine e cioccolato                      | Stella | 31 maggio 2015    |
| 11 | Girella di salmone e fagiolini                       | Bloom  | 6 giugno 2015     |
| 12 | Gamberi al riso soffiato                             | Aisha  | 7 giugno 2015     |
| 13 | Fiori di zucca alla ricotta                          | Tecna  | 13 giugno 2015    |
| 14 | Biscotti al cioccolato diamantati                    | Flora  | 14 giugno 2015    |
| 15 | Lenticchie alla marocchina                           | Bloom  | 20 giugno 2015    |
| 16 | Paccheri melanzane e calamari                        | Aisha  | 21 giugno 2015    |
| 17 | Toast gustoso                                        | Musa   | 27 giugno 2015    |
| 18 | Orecchiette con le olive                             | Flora  | 28 giugno 2015    |
| 19 | Crema pasticcera                                     | Stella | 4 luglio 2015     |
| 20 | Salame al cioccolato                                 | Tecna  | 5 luglio 2015     |
| 21 | Crema di albicocche e pesche                         | Flora  | 11 luglio 2015    |
| 22 | Cubi di carote su fondo viola                        | Bloom  | 12 luglio 2015    |
| 23 | Insalata di tonno e arance                           | Aisha  | 18 luglio 2015    |
| 24 | Riso con le fragole                                  | Tecna  | 19 luglio 2015    |
| 25 | Vitello tonnato                                      | Musa   | 25 luglio 2015    |
| 26 | Frullato di yogurt, mango e noci                     | Tecna  | 26 luglio 2015    |
| 27 | Crocchette di merluzzo                               | Aisha  | 1 agosto 2015     |
| 28 | Polpette di carne                                    | Musa   | 2 agosto 2015     |
| 29 | Torta di fragole e cioccolato bianco                 | Bloom  | 8 agosto 2015     |
| 30 | Calzoni al forno                                     | Tecna  | 9 agosto 2015     |
| 31 | Spaghetti integrali con capperi e alici              | Stella | 15 agosto 2015    |
| 32 | Arancini                                             | Bloom  | 16 agosto 2015    |
| 33 | Torta all'acqua                                      | Aisha  | 22 agosto 2015    |
| 34 | Spiedini imbucati                                    | Musa   | 23 agosto 2015    |
| 35 | Frullato di melone                                   | Flora  | 29 agosto 2015    |
| 36 | Torta di pane raffermo                               | Musa   | 30 agosto 2015    |
| 37 | Bicchiere goloso                                     | Tecna  | 5 settembre 2015  |
| 38 | Paccheri ripieni                                     | Stella | 6 settembre 2015  |
| 39 | Hamburger di ceci                                    | Bloom  | 12 settembre 2015 |
| 40 | Ciorba                                               | Musa   | 13 settembre 2015 |
| 41 | Mezzelune                                            | Stella | 19 settembre 2015 |
| 42 | Torre di mele e pesce spada                          | Aisha  | 20 settembre 2015 |
| 43 | Risotto mantecato al parmigiano bieta e cavolo rosso | Tecna  | 26 settembre 2015 |
| 44 | Fusilli ricotta e noci                               | Flora  | 27 settembre 2015 |
| 45 | Sciroppo di zenzero, limone e miele                  | Bloom  | 3 ottobre 2015    |
| 46 | Triglie con finocchi e mandarino                     | Aisha  | 4 ottobre 2015    |
| 47 | Pasta e patate                                       | Stella | 10 ottobre 2015   |
| 48 | Torre di arancia, cannella e mousse al cioccolato    | Flora  | 11 ottobre 2015   |
| 49 | Tagliolini di kamut                                  | Stella | 17 ottobre 2015   |
| 50 | Tagliolini al cioccolato con ragu                    | Musa   | 18 ottobre 2015   |